# Сарджент, Джозеф
Джозеф Сарджент (англ. Joseph Sargent, имя при рождении Джузеппе Даниелле Сордженте (англ. Giuseppe Danielle Sorgente); 22 июля 1925 — 22 декабря 2014) — американский режиссёр, актёр и продюсер, четырёхкратный лауреат премии «Эмми».

## Жизнь и карьера
Джузеппе Даниелле Сордженте родился в Джерси-Сити, штат Нью-Джерси, в семье итальянских иммигрантов. Во время Второй мировой войны он служил в армии и участвовал в «Битве за Выступ» (Арденнской операции).
В начале карьеры Джозеф Сарджент был актёром, а в середине 1950-х переключился на режиссуру. В течение следующих 15 лет он работал над эпизодами телесериалов «Лесси», «Захватчики», «Агенты А.Н.К.Л.» и «Звёздный путь».
В 1969 году он снял свой первый полнометражный научно-фантастический триллер «Колосс: Проект Форбина», а в 1972 году — «Главный» с Джеймсом Эрлом Джонсом в главной роли.
Он чередовал телефильмы и художественные фильмы в течение 1970-х годов. Режиссёрская работа Сарджента этого периода включает: «Захват поезда Пелэм 1-2-3», «Может быть, я вернусь домой весной» с Салли Филд и «Племена» с Яном-Майклом Винсентом и Дарреном Макгейвином, а также «Ночь, напугавшая Америку». В 1974 году он получил свою первую премию Гильдии режиссёров Америки за «Убийцы Маркус и Нельсон» (1973), который был пилотным телефильмом для сериала «Коджак».
В 1987 году Сарджент снял «Челюсти: Месть», третье продолжение классического фильма Стивена Спилберга 1975 года. Фильм получил совершенно отрицательные отзывы. Роджер Эберт назвал режиссуру кульминационного эпизода «некомпетентной», Сарджент был номинирован на премию «Золотая малина» 1987 года в категории «За худшую режиссуру».
После «Челюсти: Месть» Сарджент сконцентрировался на телевизионных фильмах, включая «Историю Карен Карпентер» (1989), «Происшествие на Лонг-Айленде» (1998), «Преступление и наказание» (1998) и «Сибилла» (2007).
Кроме этого, Сарджент преподавал в Американском институте киноискусства и Университете Пеппердайна.
Джозеф Сарджент умер в своем доме в Малибу, штат Калифорния, 22 декабря 2014 года.

## Награды и номинации
Джозеф Сарджент был номинирован на несколько премий «Эмми» и четыре раза выиграл. Его первая номинация пришлась на его режиссуру телефильма «Племена» (1970). Его вторая номинация, за «Убийцы Маркус и Нельсон» (1973), привела к его первой победе на «Эмми». Он также получил премию «Эмми» за «Любовь никогда не молчит» (1985), «Кэролайн?» (1990) и «Мисс Роуз Уайт» (1992).
В начале своей карьеры Сарджент выиграл премию Гильдии режиссёров Америки за пилотную серию «Коджак». Он был номинирован на восемь премий Гильдии режиссёров Америки за телевизионные фильмы. В 2005 году получил премию Гильдии режиссёров Америки за выдающиеся режиссёрские достижения за «Творение Господне», а в следующем году — за «Ворм-Спрингс».

## Фильмография

### Режиссёр
- Sweet Nothing in My Ear / Sweet Nothing in My Ear (2008)
- Сибилла / Sybil (2007)
- Ворм-Спрингс / Warm Springs (2005)
- Творение Господне / Something the Lord Made (2004)
- Из пепла… / Out of the Ashes (2003)
- Судебный процесс над салемскими ведьмами / Salem Witch Trials (2002)
- Bojangles / Bojangles (2001)
- Во имя любви / For Love or Country: The Arturo Sandoval Story (2000)
- Урок перед смертью / A Lesson Before Dying (1999)
- Преступление и наказание / Crime and Punishment (1998)
- Стена / The Wall (1998)
- Происшествие на Лонг-Айленде / The Long Island Incident (1998)
- Дети мисс Эверс / Miss Evers' Boys (1997)
- Мандела и де Клерк / Mandela and de Klerk (1997)
- Улицы Ларедо / Streets of Laredo (1995)
- Моя Антония / My Antonia (1995)
- Вторая Мировая война: Когда рычали львы / World War II: When Lions Roared (1994)
- Авраам: Хранитель веры / Abraham (1993)
- Американская сага / Skylark (1993)
- Чья-то дочь / Somebody’s Daughter (1992)
- Мисс Роуз Уайт / Miss Rose White (1992)
- Никогда не забыть / Never Forget (1991)
- Охотники за слоновой костью / Ivory Hunters (1990)
- Кэролайн? / Caroline? (1990)
- Происшествие / The Incident (1990)
- День первый / Day One (1989)
- История Карен Карпентер / The Karen Carpenter Story (1989)
- Летний театр CBS / CBS Summer Playhouse (1988)
- Челюсти: Месть / Jaws: The Revenge (1987)
- Чистокровный / Of Pure Blood (1986)
- Здесь должны обитать пони / There Must Be a Pony (1986)
- Любовь никогда не бывает молчащей / Love Is Never Silent (1985)
- Космос / Space (1985)
- Ужасный Джо Моран / Terrible Joe Moran (1984)
- Выбор сердца / Choices of the Heart (1983)
- День памяти / Memorial Day (1983)
- Кошмары / Nightmares (1983)
- The Manions of America / Manions of America (1981)
- Свобода / Freedom (1981)
- От побережья до побережья / Coast to Coast (1980)
- Тянуть время / Playing for Time (1980)
- Золотая девушка / Goldengirl (1979)
- МакАртур / MacArthur (1977)
- Ночь, напугавшая Америку / The Night That Panicked America (1975)
- Дружеское убеждение / Friendly Persuasion (1975)
- Хастлинг / Hustling (1975)
- Захват поезда Пелэм 1-2-3 / The Taking of Pelham One Two Three (1974)
- Солнечный свет / Sunshine (1973)
- Белая молния / White Lightning (1973)
- Убийцы Маркус и Нельсон / The Marcus-Nelson Murders (1973)
- Главный / The Man (1972)
- Бак и проповедник / Buck and the Preacher (1972)
- Лонгстрит / Longstreet (1971)
- Может быть, я вернусь домой весной / Maybe I’ll Come Home in the Spring (1971)
- Племена / Tribes (1970)
- Колосс: Проект Форбина / Colossus: The Forbin Project (1970)
- Требуется вор / It Takes a Thief (1969—1970)
- Бессмертный / The Immortal (1969)
- Ад с героями / The Hell with Heroes (1968)
- Данди и Калхейн / Dundee and the Culhane (1967)
- Гориллы Гаррисона / Garrison’s Gorillas (1967)
- Захватчики / The Invaders (1967)
- Телевизионная антология Уолта Диснея / Walt Disney anthology television series (1966—1967)
- Шпион в зелёной шляпе / The Spy in the Green Hat (1967)
- ФБР / The F.B.I. (1966)
- Агенты А.Н.К.Л. / The Man from U.N.C.L.E. (1964—1966)
- Звёздный путь: Оригинальный сериал / Star Trek: The Original Series (1966)
- Девушка из А.Н.К.Л. / The Girl from U.N.C.L.E. (1966)
- Боб Хоуп представляет / Bob Hope Presents the Chrysler Theatre (1966)
- Беглец / The Fugitive (1965—1966)
- Один шпион — слишком много / One Spy Too Many (1966)
- Самый дурацкий военный корабль / The Wackiest Ship in the Army (1965)
- Дымок из ствола / Gunsmoke (1962—1965)
- Дэниэл Бун / Daniel Boone (1965)
- Мистер Новак / Mr. Novak (1964—1965)
- Кентукки Джонс / Kentucky Jones (1964)
- The Great Adventure / The Great Adventure (1964)
- Бонанза / Bonanza (1964)
- Лесси / Lassie (1961—1964)
- Шоу Ллойда Бриджеса / The Lloyd Bridges Show (1963)
- Закон и мистер Джонс / The Law and Mr. Jones (1962)

### Актёр
| Год       |    | Русское название            | Оригинальное название           | Роль                                 |
| --------- | -- | --------------------------- | ------------------------------- | ------------------------------------ |
| 2008—2008 | с  | Честные                     | Honest                          | Nathan                               |
| 1990      | тф | Охотники за слоновой костью | Ivory Hunters                   | Andy                                 |
| 1990      | тф | Кэролайн?                   | Caroline?                       |                                      |
| 1967      | ф  | Тобрук                      | Tobruk                          |                                      |
| 1961—1961 | с  | Детективы                   | The Detectives                  | Harris                               |
| 1961—1961 | с  | Гонконг                     | Hong Kong                       | Allen                                |
| 1961—1961 | с  | Сумеречная зона             | The Twilight Zone               | Ticket Clerk                         |
| 1958—1960 | с  | Театр Зейна Грея            | Dick Powell's Zane Grey Theatre | Sergeant / Pete Hansen               |
| 1960      | ф  | Плати или умри              | Pay or Die                      | Officer Sargente (uncredited)        |
| 1959—1960 | с  | Джонни Стаккато             | Johnny Staccato                 | Police Officer Chester Hollis / Mike |
| 1959—1959 | с  | Джонни Ринго                | Johnny Ringo                    | Chet                                 |
| 1957—1959 | с  | Дымок из ствола             | Gunsmoke                        | Drunk / Shomer                       |
| 1959      | ф  | Аль Капоне                  | Al Capone                       | Bob Buell (uncredited)               |
| 1959—1959 | с  | Пограничный патруль         | Border Patrol                   | Pilot                                |
| 1959—1959 | с  | Питер Ганн                  | Peter Gunn                      | Desk Clerk                           |
| 1959—1959 | с  | Симаррон-Сити               | Cimarron City                   | Hank Rowe                            |
| 1958—1958 | с  | Полёт                       | Flight                          |                                      |
| 1958      | ф  | Кэти О'                     | Kathy O'                        | Mike                                 |
| 1958—1958 | с  | Студия 57                   | Studio 57                       | Male Robber                          |
| 1958—1958 | с  | Истории Уэллс-Фарго         | Tales of Wells Fargo            | Lou Dancher                          |
| 1956—1958 | с  | Шериф Кочиса                | The Sheriff of Cochise          | Hank Gifford / Cleo / Amon Lattimer  |
| 1958—1958 | с  | Военно-морской журнал       | Navy Log                        | Cargo Pilot                          |
| 1957—1957 | с  | Серый Призрак               | The Gray Ghost                  | Nat                                  |
| 1957      | тф | Гамельнский крысолов        | The Pied Piper of Hamelin       |                                      |
| 1957—1957 | с  | State Trooper               | State Trooper                   | Eddie Fremont                        |
| 1957—1957 | с  | Одинокий рейнджер           | The Lone Ranger                 | Jed Walker                           |
| 1957—1957 | с  | Вертолётики                 | Whirlybirds                     | Mason                                |
| 1956—1956 | с  | Я вёл три жизни             | I Led 3 Lives                   | Comrade Phil Butler                  |
| 1956—1956 | с  | Дни в Долине Смерти         | Death Valley Days               | Reuben Bennett                       |
| 1953      | ф  | Отныне и во веки веков      | From Here to Eternity           | Soldier (uncredited)                 |
| 1953—1953 | с  | Я — закон                   | I'm the Law                     | Police Sgt. Mike Hackett             |
| 1951      | ф  | Её первая любовь            | Her First Romance               | Camp Counselor (uncredited)          |

### Продюсер
- Sweet Nothing in My Ear / Sweet Nothing in My Ear (2008)
- Преступление и наказание / Crime and Punishment (1998)
- Американская сага / Skylark (1993)
- Чья-то дочь / Somebody’s Daughter (1992)
- Челюсти: Месть / Jaws: The Revenge (1987)
- Чистокровный / Of Pure Blood (1986)
- Выбор сердца / Choices of the Heart (1983)
- Ночь, напугавшая Америку / The Night That Panicked America (1975)
- Дружеское убеждение / Friendly Persuasion (1975)
- Лонгстрит / Longstreet (1971)
- Может быть, я вернусь домой весной / Maybe I’ll Come Home in the Spring (1971)